# Shuiquan (socken i Kina, Heilongjiang)
Shuiquan (kinesiska: 水泉, 水泉乡) är en socken i Kina. Den ligger i provinsen Heilongjiang, i den nordöstra delen av landet, omkring 57 kilometer sydväst om provinshuvudstaden Harbin. Antalet invånare är 23 097. Befolkningen består av 11 342 kvinnor och 11 755 män. Barn under 15 år utgör 13,0 %, vuxna 15-64 år 79 %, och äldre över 65 år 6,0 %.
Genomsnittlig årsnederbörd är 728 millimeter. Den regnigaste månaden är juli, med i genomsnitt 160 mm nederbörd, och den torraste är januari, med 6 mm nederbörd.